# Marcellino Corio
Marcellino Corio (Milão, 6 de setembro de 1664 - Roma, 20 de fevereiro de 1742) foi um cardeal do século XVIII

## Biografia
Nasceu em Milão em 6 de setembro de 1664. De família nobre e patrícia. O mais velho dos três filhos do Conde Filippo Corio e Laura Airoldi, dos Condes de Lecco. Os outros irmãos eram Ippolita e Antonio. Seu sobrenome também está listado como Cori; como Corius; como Coirus; e como Cojrus.
Estudos iniciais em Milão; mais tarde, frequentou a Universidade de Pavia, onde obteve o doutorado em utroeuqe iure , direito canônico e civil em 1686.
Membro do Colégio de Advogados de Milão. Em 1694, ele foi para Roma e tornou-se advogado consistorial em 1694 e exerceu por muitos anos. Ele recebeu vários ricos benefícios. Entrou na prelatura romana como referendário e eleitor do Supremo Tribunal da Assinatura Apostólica em 15 de maio de 1715. Nomeado auditor da Sagrada Rota Romana em 3 de julho de 1716; e depois seu reitor em 18 de setembro de 1733 até 1734. Regente da Penitenciária Apostólica, dezembro de 1733. Governador de Roma e vice-camerlengo da Santa Igreja Romana, de 6 de agosto de 1734 até 15 de julho de 1739.
Criado cardeal diácono no consistório de 15 de julho de 1739; recebeu o gorro vermelho e a diaconia de S. Adriano, a 30 de setembro de 1739. Participou do conclave de 1740.
Morreu em Roma em 20 de fevereiro de 1742, às 6h15, de hidropisia, Roma, após uma longa e dolorosa doença. Exposto na igreja de Ss. Ambrogio e Carlo al Corso, dei Milanese , Roma; O Papa Bento XIV participou de seu funeral; sepultado, segundo seu testamento, naquela mesma igreja.